# Amatlicha
Amatlicha är en ort i Mexiko.   Den ligger i kommunen Olinalá och delstaten Guerrero, i den sydöstra delen av landet, 180 km söder om huvudstaden Mexico City. Amatlicha ligger 1 727 meter över havet och antalet invånare är 506.
Terrängen runt Amatlicha är huvudsakligen kuperad. Amatlicha ligger uppe på en höjd. Runt Amatlicha är det ganska glesbefolkat, med 21 invånare per kvadratkilometer. Närmaste större samhälle är Olinalá, 8,7 km sydost om Amatlicha. I omgivningarna runt Amatlicha växer huvudsakligen savannskog.